# Ivana Trump
Ivana Marie Zelníčková, già coniugata Trump (Gottwaldov, 20 febbraio 1949 – New York, 14 luglio 2022), è stata un'imprenditrice, personaggio televisivo, scrittrice e modella ceca naturalizzata statunitense.
Ivana Zelníčková, fotomodella, è divenuta celebre principalmente per il suo secondo matrimonio, avuto con il magnate dell'edilizia Donald Trump, poi Presidente degli Stati Uniti d'America, con il quale è stata sposata dal 1977 al 1992 e con cui ha avuto tre figli, Donald jr., Ivanka ed Eric. Ivana è stata coinvolta in una battaglia legale con l'ex marito per la possibilità di continuare a sfruttare il cognome Trump per le proprie attività. In precedenza Ivana era stata sposata con l'amico austriaco Alfred Winklmayr. Dopo Donald, Ivana Trump si è risposata altre due volte: nel 1995, con l'imprenditore italoamericano Riccardo Mazzucchelli e, dopo il divorzio da quest'ultimo, avvenuto nel 1997, dal 2008 con un altro italiano, Rossano Rubicondi, dal quale ha infine richiesto la separazione.

## Biografia
Ivana Zelníčková nacque nella città morava di Gottwaldov (oggi Zlín), Cecoslovacchia, da Miloš Zelníček (1927-1990), ceco, e Marie Francová (1926). Fin da bambina coltivò, incoraggiata dal padre, il suo talento sciistico. Nei primi anni '70 studiò Educazione fisica presso l'Università Carolina di Praga. Nel 1971 sposò un amico, l'agente immobiliare e istruttore di sci austriaco Alfred Winklmayr, per ottenere la cittadinanza austriaca, che le avrebbe permesso di lasciare la Cecoslovacchia. Nel marzo 1972 ottenne il passaporto austriaco, e nello stesso anno si laureò. Nel 1973 ottenne il divorzio dal marito, trasferitosi a Los Angeles, per abbandono del tetto coniugale. Dopo la morte per incidente stradale del fidanzato Jiří Štaidl, drammaturgo, direttore artistico e autore di canzoni, lasciò la Cecoslovacchia trasferendosi in Canada con l'amico d'infanzia e primo fidanzato George Syrovatka, che aveva aperto un negozio di sci a Montréal. Nei successivi due anni visse a Montréal, lavorò da istruttrice di sci, potenziò il suo inglese frequentando i corsi serali all'Università McGill, e venne ingaggiata come modella dall'agenzia di moda Audrey Morris. Lasciato Syrovatka, venne inviata con altre modelle a New York per promuovere le Olimpiadi di Montréal.

Ivana e Donald Trump alla Casa Bianca nel 1985 in occasione del ricevimento in onore del re Fahd dell'Arabia Saudita, con il presidente U.S. Ronald Reagan e la first lady Nancy Reagan

In questa occasione incontrò Donald Trump, figlio dell'agente immobiliare Fred Trump. Si sposarono il 7 aprile 1977 con una fastosa cerimonia. Donald e Ivana Trump divennero figure protagoniste della società newyorkese degli anni '80. Lavorarono a diversi grandi progetti, tra cui il restauro del Grand Hyatt Hotel a New York, la costruzione del Trump Taj Mahal ad Atlantic City, New Jersey, e della Trump Tower sulla Quinta Strada a Manhattan. Hanno avuto tre figli: Donald Jr. (nato il 31 dicembre 1977), Ivanka Marie (nata il 30 ottobre 1981) e Eric Fredrick (nato il 6 gennaio 1984). Mentre Donald Jr. ha appreso molto bene la lingua ceca (con l'aiuto del nonno materno), Ivanka possiede soltanto le nozioni-base della lingua materna ed Eric non ha mai appreso la lingua poiché i genitori, al tempo della sua nascita, usavano già comunemente l'inglese. Ivana ha nove nipoti.
Ivana ricoprì un ruolo principale nella Trump Organization. Divenne vice presidente del design interno per la compagnia (il design interno della Trump Tower porta la sua firma). In seguito, l'allora marito la mise a capo del Trump Castle Hotel and Casino come presidente. Divenne cittadina naturalizzata statunitense nel 1988. Negli ultimi anni '80, lasciò Atlantic City per dedicare più tempo alla famiglia. Suo marito le chiese di supervisionare il restauro dell'Hotel Plaza, e lei assunse il ruolo di presidente. Fu nominata albergatrice dell'anno 1990. Verso la fine di quell'anno, iniziarono a circolare voci circa una relazione di Donald Trump con l'ex reginetta di bellezza della Georgia, Marla Maples. Mentre la famiglia stava trascorrendo le vacanze di Natale ad Aspen, Colorado, Ivana Trump incontrò la Maples sulle piste da sci. Nel 1991, lei si mise in contatto con l'avvocato Neil Papiano e chiese il divorzio, tentando di rimanere in possesso di una parte del patrimonio di famiglia, maggiore rispetto a quanto era stato stabilito nel suo contratto prematrimoniale. Suo marito contrattaccò in tribunale, protestando contro le affermazioni di lei di aver contribuito alla Trump Organization.
Le procedure di divorzio occuparono vasto spazio nelle pagine di gossip. Nell'ottobre del 1990, il padre sessantatreenne di Ivana Trump morì improvvisamente a causa di un attacco di cuore. I coniugi Trump presenziarono fianco a fianco al funerale. Il divorzio fu stabilito nel 1992. Tre anni dopo il divorzio da Donald, Ivana sposò Riccardo Mazzucchelli. Il matrimonio fallì dopo due anni e lei presentò una querela per violazione di contratto pari a 15 milioni di dollari contro Mazzucchelli per aver violato la clausola di riservatezza del loro contratto prematrimoniale. La causa fu risolta in via extra-giudiziaria. Nel 1997 Mazzucchelli querelò Ivana e Donald per diffamazione. Durante l'estate del 1997 Ivana iniziò a frequentare Roffredo Gaetani, fino alla di lui morte, avvenuta nel 2005.
Dopo il divorzio da Donald Trump, Ivana ha firmato un contratto con la William Morris Agency, con la quale ha disegnato la propria linea di abbigliamento e bigiotteria, venduta attraverso la televisione, e ha scritto numerosi libri, compresi For Love Alone e Free to Love, entrambi bestseller negli Stati Uniti d'America. Ivana Trump è apparsa anche al cinema: nel 1996 ha interpretato sé stessa in un cameo del film Il club delle prime mogli. Dal 2006 Ivana è la presentatrice di un reality show sul canale statunitense Oxygen intitolato Ivana Young Man. Nell'aprile del 2008, Ivana, cinquantanovenne, sposò Rossano Rubicondi, di anni 36. Il matrimonio da 3 milioni di dollari, con 400 invitati, fu ospitato dall'ex marito Donald Trump nella sua tenuta di Mar-a-Lago, dove la figlia Ivanka fu sua damigella d'onore. Il 1º dicembre seguente Ivana confermò all'Associated Press di aver presentato un accordo di separazione legale tre mesi prima; ha dichiarato nelle interviste che lei e suo marito hanno avuto un rapporto "tira e molla". 
Nel 2010 ha partecipato al reality show Celebrity Big Brother, la versione inglese del Grande Fratello vip: è stata eliminata a due giorni dalla finale e, sempre nel 2010, il 17 marzo, come ospite, ha partecipato al reality show della TV italiana, L'isola dei famosi, condotto da Simona Ventura. Nel 2017 ha pubblicato il libro autobiografico Raising Trump, in cui racconta del suo matrimonio con Donald e di come ha cresciuto i loro tre figli. 
Morì giovedì 14 luglio 2022, all'età di 73 anni, nella sua casa nel quartiere di Manhattan a New York City, per le lesioni riportate in seguito ad una caduta dalle scale. La sua morte è stata annunciata dall'ex marito Donald Trump sull'app Truth Social. Il funerale si è tenuto mercoledì 20 nella chiesa di San Vincent Ferrer; è stata poi portata a Bedminster, nel New Jersey, al golf club di Donald Trump, e qui sepolta in un prato.

## Nella cultura di massa
Il suo personaggio appare nel film TV del 1996 La vera storia di Ivana Trump, dove (col nome fittizio di Katrinka Kovar) è interpretata da Sanna Vraa, e nel film del 2024 The Apprentice - Alle origini di Trump, in cui è interpretata da Maria Bakalova.

## Pubblicazioni
- Ivana Trump, For Love Alone, First Glance Books, 1992, ISBN 978-0671790882.
- Ivana Trump, Free to Love, Pocket Books, 1993, ISBN 978-0671743710.
- Ivana Trump, The Best is Yet to Come: Coping with Divorce and Enjoying Life Again, Pocket Books, 1995, ISBN 978-0671865696.
- Ivana Trump, Raising Trump. Family Values from America's First Mother, Gallery Books, 2018, ISBN 978-1501177293.